# Segunda División B de Venezuela 2009-10
La Temporada 2009-10 del Fútbol profesional Venezolano de la Segunda División B de Venezuela se inició el 6 de septiembre de 2009 con la participación de 17 equipos.

## Sistema de competición
Se disputará el Torneo Apertura y el Torneo Clausura con 3 grupos (Oriental, Central y Occidental), los ganadores de cada grupo disputan una Serie Final y el ganador clasifica a la Segunda División de Venezuela y obtiene el pase a la final para disputar el título de la categoría al final de temporada. El Torneo Clausura presenta un formato similar, los ganadores avanzan a una segunda fase para decidir el campeón, el ganador clasifica a la Segunda División de Venezuela y a la gran final. Los 2 últimos de cada grupo acumulado del torneo apertura y del torneo clausura descienden a la Tercera División de Venezuela. El ganador de la serie final del apertura 2009 y la serie final del clausura 2010 disputan la estrella de la categoría a doble partido.

## Cambios de la 2008-09

### Intercambios entre la Segunda División A y la Segunda División B
Ascienden a la Segunda División:
- Unión Atlético San Antonio, como campeón
- Fundación Cesarger FC

Descienden a la Segunda División B:
- UCLA FC
- Baralt FC (*)

(*) Baralt FC desiste de participar en la siguiente temporada por problemas de índole económico.

### Intercambios entre la Segunda División B y la Tercera División
Descienden a la Tercera División:
- Academia San José
- UCV Aragua
- Santa Bárbara FC
- Unión Atlético Falcón

Ascienden a la Segunda División B:
- Pellicano FC
- La Victoria FC
- Internacional de Anzoátegui
- Real Bolívar Fútbol Club

### Otros cambios
- Carabobo FC B desiste de participar en la temporada 2009-10
- El UCV Aragua mantiene la categoría y el Unión Atlético Aragua, de la Tercera División, es invitado a jugar.[1]
- Se inscribe como equipo nuevo el Monagas SC B.
- UCLA FC, quién formó parte de la fusión de los equipos larenses pasó a llamarse Lara FC "B".
- Orinoco FC toma el cupo del Atlético Orinoco.
- Ureña Sport Club adquiere el cupo del Internacional de Anzoátegui.
- Minerven Fútbol Club se muda a Porlamar.
- El Deportivo Táchira B cambia su cupo con Lotería del Táchira FC.

## Equipos participantes
Los equipos participantes en la Temporada 2009-10 de la Segunda División B del Fútbol Venezolano son los siguientes:
| División Oriental: - Orinoco FC, de Puerto Ordaz - Minerven FC, de Porlamar - Minasoro FC, de El Callao - Monagas SC B, de Maturín - Marineros de Margarita, de Porlamar |  | División Central: - Lara FC B, de Barquisimeto - UCV Aragua, de Maracay - Pellicano FC, de Maiquetía - Atlético Cojedes, de San Carlos - La Victoria FC, de La Victoria - Unión Atlético Aragua, de San Mateo |  | División Occidental: - Atlético Córdoba, de Santa Ana del Táchira - Lotería del Táchira FC, de San Cristóbal - Academia Emeritense FC, de Mérida - Ureña Sport Club, de Ureña - Unión Atlético Lagunillas, de Lagunillas - Real Bolívar Fútbol Club, de Lagunillas |

## Torneo Apertura
El Torneo Apertura 2009 fue el primer torneo de la Temporada 2009-10 en la Segunda División B de Venezuela.
A continuación la clasificación de la ronda regular y la Tabla cruzada de resultados, aquí las filas corresponden a los juegos de local mientras que las columnas corresponden a los juegos de visitante de cada uno de los equipos. En cuanto a los resultados: el azul corresponden a victoria del equipo local, el rojo a la victoria visitante y el amarillo al empate.
Leyenda: J (Juegos), G (Ganados), E (Empatados), P (Perdidos), GF (Goles a Favor), GC (Goles en Contra), PTS (Puntos), DG (Diferencia de Goles).

### Grupo Central
|   | Equipo                | J  | G | E | P | GF | GC | PTS | DG  |
| - | --------------------- | -- | - | - | - | -- | -- | --- | --- |
| 1 | Unión Atlético Aragua | 10 | 7 | 2 | 1 | 22 | 12 | 23  | 10  |
| 2 | Atlético Cojedes      | 10 | 5 | 3 | 2 | 13 | 9  | 18  | 4   |
| 3 | Lara FC B             | 10 | 5 | 1 | 4 | 18 | 13 | 16  | 5   |
| 4 | Pellicano FC          | 10 | 3 | 3 | 4 | 12 | 14 | 12  | -2  |
| 5 | La Victoria FC        | 10 | 2 | 4 | 4 | 12 | 12 | 10  | 0   |
| 6 | UCV Aragua            | 10 | 1 | 1 | 8 | 6  | 23 | 4   | -17 |

| Apertura 2009         | ACO | LVF | LAR | PEL | UAA | UCV |
| Atlético Cojedes      |     | 1-0 | 1-0 | 0-0 | 0-2 | 1-0 |
| La Victoria FC        | 1-1 |     | 0-0 | 2-0 | 2-2 | 4-0 |
| Lara FC B             | 0-1 | 3-1 |     | 1-3 | 5-2 | 1-0 |
| Pellicano FC          | 1-1 | 1-1 | 1-3 |     | 0-2 | 4-1 |
| Unión Atlético Aragua | 3-2 | 3-1 | 3-2 | 2-0 |     | 3-0 |
| UCV Aragua            | 2-5 | 1-0 | 1-3 | 1-2 | 0-0 |     |

### Grupo Occidental
|   | Equipo                    | J  | G | E | P | GF | GC | PTS | DG  |
| - | ------------------------- | -- | - | - | - | -- | -- | --- | --- |
| 1 | Lotería del Táchira FC    | 10 | 8 | 1 | 1 | 25 | 14 | 25  | 9   |
| 2 | Real Bolívar              | 10 | 6 | 3 | 1 | 21 | 7  | 21  | 14  |
| 3 | Academia Emeritense FC    | 10 | 4 | 3 | 3 | 23 | 17 | 14  | 5   |
| 4 | Ureña Sport Club          | 10 | 4 | 1 | 5 | 12 | 18 | 13  | -6  |
| 5 | Unión Atlético Lagunillas | 10 | 2 | 0 | 8 | 11 | 23 | 6   | -12 |
| 6 | Atlético Córdoba          | 10 | 1 | 2 | 7 | 6  | 19 | 5   | -13 |

| Apertura 2009             | AEM | ACO | LTA | RBO | UAL | USC |
| Academia Emeritense FC    |     | 4-1 | 1-3 | 1-1 | 3-1 | 5-1 |
| Atlético Córdoba          | 1-1 |     | 1-2 | 0-0 | 1-0 | 1-2 |
| Lotería Del Táchira FC    | 3-3 | 4-1 |     | 1-0 | 4-3 | 3-1 |
| Real Bolívar COL          | 3-0 | 3-0 | 4-1 |     | 3-2 | 0-0 |
| Unión Atlético Lagunillas | 1-4 | 2-0 | 0-1 | 0-4 |     | 2-1 |
| Ureña SC                  | 2-1 | 1-0 | 0-3 | 2-3 | 2-0 |     |

### Grupo Oriental
|   | Equipo                 | J | G | E | P | GF | GC | PTS | DG |
| - | ---------------------- | - | - | - | - | -- | -- | --- | -- |
| 1 | Minasoro FC            | 8 | 4 | 3 | 1 | 13 | 8  | 15  | 5  |
| 2 | Monagas SC B           | 8 | 4 | 3 | 1 | 10 | 6  | 15  | 4  |
| 3 | Orinoco FC             | 8 | 1 | 6 | 1 | 9  | 9  | 9   | 0  |
| 4 | Marineros de Margarita | 8 | 1 | 4 | 3 | 8  | 10 | 7   | -2 |
| 5 | Minerven FC            | 8 | 1 | 2 | 5 | 6  | 13 | 5   | -7 |

| Apertura 2009          | MAR | MNS | MNV | MON | ORI |
| Marineros de Margarita |     | 1-2 | 1-0 | 0-0 | 1-1 |
| Minasoro FC            | 1-1 |     | 3-0 | 0-0 | 2-1 |
| Minerven FC            | 1-0 | 2-3 |     | 1-3 | 1-1 |
| Monagas SC B           | 2-1 | 3-2 | 1-0 |     | 0-1 |
| Orinoco FC             | 3-3 | 0-0 | 1-1 | 1-1 |     |

|  | Ganador de grupo. |

Actualizado: 20 de noviembre

Fuente: 

Fuente2: 

## Serie Final Torneo Apertura 2009
La serie final se disputaó entre los tres equipos ganadores de la fase de grupos, en una "triangular". Cada equipo recibió a un rival y visitó al otro. El ganador del triangular se adjudicó el Torneo Apertura, el primer boleto para la Segunda División de Venezuela y para la final de la Segunda División B Venezolana 2009-10.

| 22 de noviembre de 2009; 3:30 p. m. | Minasoro FC                                | 2:0 | Lotería del Táchira FC | Héctor Tomás, El Callao                     |                                             |
|                                     | Lino Fernández 19' · Alexander Bánquez 82' |     |                        | Árbitro(s): Deiner Vásquez (Estado Miranda) | Árbitro(s): Deiner Vásquez (Estado Miranda) |

| 28 de noviembre de 2009; 7:00 p. m. | Lotería del Táchira FC                                           | 4:0     | Unión Atlético Aragua | Estadio de La UCAT, San Cristóbal                                |                                                                  |
|                                     | Fernándo Gómez 10' 27' · Lisandro Solano 25' · Julio Barboza 80' | Reporte |                       | Asistencia: 1.500 espectadores Árbitro(s): Juan Gómez (Trujillo) | Asistencia: 1.500 espectadores Árbitro(s): Juan Gómez (Trujillo) |

| 5 de diciembre de 2009; 3:30 p. m.                     | Unión Atlético Aragua                      | 2:2     | Minasoro FC                             | Héroes de San Mateo, San Mateo |  |
|                                                        | Joseph Jallad 41' · Yobhanys Guarapano 53' | Reporte | Francisco Serna 1' · Lino Fernández 23' |                                |  |
| Minasoro FC se corona campeón del Torneo Apertura 2009 |                                            |         |                                         |                                |  |

|   | Equipo                 | J | G | E | P | GF | GC | PTS | DG |
| - | ---------------------- | - | - | - | - | -- | -- | --- | -- |
| 1 | Minasoro FC            | 2 | 1 | 1 | 0 | 4  | 2  | 4   | +2 |
| 2 | Lotería del Táchira FC | 2 | 1 | 0 | 1 | 4  | 2  | 3   | +2 |
| 3 | Unión Atlético Aragua  | 2 | 0 | 1 | 1 | 2  | 6  | 1   | -6 |

## Torneo Clausura
El Torneo Clausura 2010 fue el segundo torneo de la Temporada 2009/10 en la Segunda División B de Venezuela, y se disputa a partir de febrero de 2010.

### Grupo Central
|   | Equipo                | J  | G | E | P | GF | GC | PTS | DG  |
| - | --------------------- | -- | - | - | - | -- | -- | --- | --- |
| 1 | Unión Atlético Aragua | 10 | 5 | 4 | 1 | 25 | 11 | 19  | +14 |
| 2 | Atlético Cojedes      | 10 | 5 | 3 | 2 | 16 | 10 | 18  | +6  |
| 3 | La Victoria FC        | 10 | 4 | 3 | 3 | 13 | 11 | 15  | +2  |
| 4 | Lara FC B             | 10 | 4 | 2 | 4 | 21 | 16 | 14  | +5  |
| 5 | Pellicano FC          | 10 | 4 | 0 | 6 | 13 | 21 | 12  | -9  |
| 6 | UCV Aragua            | 10 | 1 | 2 | 7 | 6  | 24 | 5   | -18 |

| Apertura 2009         | AC  | LV  | LAR | PEL | UUA | UCV |
| Atlético Cojedes      |     | 1-1 | 1-1 | 2-0 | 1-0 | 5-1 |
| La Victoria FC        | 3-1 |     | 4-1 | 2-3 | 0-0 | 1-0 |
| Lara FC B             | 0-1 | 0-1 |     | 4-0 | 2-5 | 6-0 |
| Pellicano FC          | 1-0 | 3-1 | 1-2 |     | 0-3 | 3-0 |
| Unión Atlético Aragua | 2-2 | 2-0 | 3-3 | 5-1 |     | 2-2 |
| UCV Aragua            | 1-2 | 0-0 | 0-2 | 2-0 | 0-3 |     |

### Grupo Occidental
|   | Equipo                    | J  | G | E | P | GF | GC | PTS | DG |
| - | ------------------------- | -- | - | - | - | -- | -- | --- | -- |
| 1 | Lotería del Táchira FC    | 10 | 6 | 1 | 3 | 14 | 10 | 19  | +4 |
| 2 | Ureña Sport Club          | 10 | 5 | 3 | 2 | 12 | 5  | 18  | +7 |
| 3 | Real Bolívar Fútbol Club  | 10 | 5 | 2 | 3 | 12 | 12 | 15  | 0  |
| 4 | Unión Atlético Lagunillas | 10 | 3 | 2 | 5 | 14 | 16 | 11  | -2 |
| 5 | Academia Emeritense FC    | 10 | 3 | 1 | 6 | 15 | 16 | 10  | -1 |
| 6 | Atlético Córdoba          | 10 | 3 | 0 | 7 | 11 | 19 | 9   | -8 |

| Apertura 2009             | AEM | ACO | LTA | RB  | UAL | USC |
| Academia Emeritense FC    |     | 1-2 | 1-2 | 3-1 | 3-1 | 2-2 |
| Atlético Córdoba          | 3-2 |     | 0-1 | 1-2 | 3-1 | 0-2 |
| Lotería Del Táchira FC    | 2-1 | 3-0 |     | 3-0 | 1-3 | 0-0 |
| Real Bolívar COL          | 1-0 | 3-1 | 2-0 |     | 1-1 | 1-0 |
| Unión Atlético Lagunillas | 2-1 | 3-1 | 1-3 | 1-1 |     | 0-1 |
| Ureña SC                  | 0-1 | 1-0 | 2-0 | 1-1 | 2-1 |     |

### Grupo Oriental
|   | Equipo                 | J | G | E | P | GF | GC | PTS | DG  |
| - | ---------------------- | - | - | - | - | -- | -- | --- | --- |
| 1 | Minasoro FC            | 8 | 6 | 2 | 0 | 16 | 2  | 20  | +14 |
| 2 | Monagas SC B           | 8 | 4 | 4 | 0 | 21 | 5  | 16  | +16 |
| 3 | Marineros de Margarita | 8 | 2 | 2 | 4 | 6  | 8  | 8   | -2  |
| 4 | Orinoco FC             | 8 | 2 | 0 | 6 | 7  | 24 | 6   | -17 |
| 5 | Minerven FC            | 8 | 1 | 2 | 5 | 3  | 14 | 5   | -11 |

| Apertura 2009          | MAR | MNS | MNV | MON | ORI |
| Marineros de Margarita |     | 0-1 | 0-1 | 0-0 | 3-0 |
| Minasoro FC            | 3-0 |     | 3-0 | 0-0 | 3-0 |
| Minerven FC            | 0-0 | 0-1 |     | 2-2 | 0-3 |
| Monagas SC B           | 3-0 | 2-2 | 2-0 |     | 5-0 |
| Orinoco FC             | 0-3 | 0-3 | 3-0 | 1-7 |     |

Actualizado: 31 de marzo de 2010

## Serie Final Torneo Clausura 2010
La serie final se disputó entre los tres equipos ganadores de la fase de grupos, en un "triángular", donde cada equipo recibió a un rival y visitó al otro. El ganador del triangular se adjudicó el Torneo Clausura, el segundo boleto para la Segunda División de Venezuela y para la final de la Segunda División B Venezolana 2009-10.

| 8 de mayo de 2010; 3:30 p. m. | Lotería del Táchira FC | 1:0 | Minasoro FC | Estadio de La UCAT, San Cristóbal |  |
|                               | Julio Barboza          |     |             |                                   |  |

| 15 de mayo de 2010; 3:00 p. m. | Unión Atlético Aragua | 1:1 | Lotería del Táchira FC | Héroes de San Mateo, San Mateo |  |
|                                | Ramón Ruiz 63'        |     | Carlos Meneses 74'     |                                |  |

| 22 de mayo de 2010; 3:30 p. m.                                    | Minasoro FC     | 1:1 | Unión Atlético Aragua | Héctor Tomás, El Callao |  |
|                                                                   | Yoel Baldon 50' |     | Edgar Gamarra 53'     |                         |  |
| Lotería del Táchira FC se corona campeón del Torneo Apertura 2009 |                 |     |                       |                         |  |

|   | Equipo                 | J | G | E | P | GF | GC | PTS | DG |
| - | ---------------------- | - | - | - | - | -- | -- | --- | -- |
| 1 | Lotería del Táchira FC | 2 | 1 | 1 | 0 | 2  | 1  | 4   | +1 |
| 2 | Unión Atlético Aragua  | 2 | 0 | 2 | 0 | 1  | 1  | 2   | 0  |
| 3 | Minasoro FC            | 2 | 0 | 1 | 1 | 1  | 2  | 1   | -1 |

## Final
La fina se disputó entre el campeón del torneo Apertura y el campeón del torneo Clausura, a partido único en una sede neutral.
| | Minasoro FC | 4:7 | Lotería del Táchira FC | Cocodrilo Sport Park, Caracas |  |
| Partido único celebrado en terreno neutral. Lotería del Táchira se coronó campeón de la Segunda División "B" |             |     |                        |                               |  |

Lotería del Táchira FC

Campeón

## Acumulada
La tabla acumulada sirve para definir los equipos que descienden al final de la temporada. Los dos últimos de cada grupo irán a la Tercera División para la siguiente temporada.